# KTM 125 FRR
La KTM 125 FRR (conosciuta anche come KTM RC 125) è una motocicletta da competizione della casa KTM, che ha debuttato nella classe 125 del motomondiale nel 2003.

## Il contesto
Dotata, come da regolamento della classe, di un propulsore monocilindrico a 2 tempi.
Per portare la moto al debutto era stato ingaggiato Arnaud Vincent vincitore del titolo iridato dell'anno precedente ma dopo poche gare il suo posto è stato preso da Mika Kallio; il secondo pilota era invece Roberto Locatelli. Al termine della stagione il miglior risultato è stato quello da Kalio in occasione del GP di Malesia concluso al secondo posto; nella classifica costruttori KTM si è invece piazzata al 4º posto con 66 punti, molto distaccata dalla casa vincente Aprilia che ne aveva invece totalizzati 343.
Nel motomondiale 2004 la coppia di piloti del team ufficiale era composta sempre da Kallio, affiancato però da Casey Stoner; quest'ultimo fu quello che si piazzò meglio nella classifica stagionale con un 5º posto contro il 10° di Kallio e, contemporaneamente fu il pilota che portò la 125 FRR al primo successo in un gran premio, quello della Malesia. Nella classifica costruttori la KTM risultò al terzo posto.
Nel 2005 le moto portate in gara aumentarono di numero e la coppia di piloti principali era formata sempre da Kallio, affiancato da Gábor Talmácsi; i due piloti si piazzarono rispettivamente al 2º e 3º posto nella classifica piloti e la KTM vinse il primo titolo costruttori.
Nella stagione 2006 fu condotta da Kallio e da Julián Simón con i piloti che ottennero rispettivamente il 2º e il 9º posto mentre la casa si aggiudicava il 2°.
Nel 2007 la KTM decise di ridurre il suo impegno diretto nel motomondiale, che avveniva attraverso il team principale affiancato da un team Junior, preferendo dedicarsi ad organizzare una manifestazione monomarca addestrativa, la Red Bull MotoGP Rookies Cup. Nel mondiale il miglior pilota piazzato fu Tomoyoshi Koyama, giunto al terzo posto.
A fine del motomondiale 2008 viene installato il KERS, utilizzando il dispositivo in una competizione per la prima volta.
La casa austriaca ha deciso di interrompere la sua partecipazione ufficiale al termine del motomondiale 2009; l'anno successivo la 125 FRR è stata perciò presente nelle gare mondiali in poche occasioni e solamente grazie a team privati.
Questo modello venne ancora utilizzato nel motomondiale 2011 dal Caretta Technology Race Dept, inoltre viene utilizzato ancora per la Red Bull MotoGP Rookies Cup ed anche nel campionato tedesco.